# محمد الصلال
محمد فهد مجبل الصلال ( 1 يناير 1988-) لاعب كرة قدم كويتي. و هو يلعب مع نادي النصر الكويتي.